# مفصل غرابی

نمودار ساختار اسکلتی و عضلانی بال پرنده

مفصل غرابی (به انگلیسی: Coracoid) (از واژهٔ یونانی koraks به معنی غراب) یک استخوان جفتی است که بخشی از مجموعه شانه در همه مهره‌داران به جز پستانداران ددان (کیسه‌داران و جفت‌ها) است. در پستانداران ددان (از جمله انسان)، یک فرایند غرابی به عنوان بخشی از کتف وجود دارد، اما با استخوان غرابی اکثر مهره‌داران دیگر هم‌ساخت نیست.
در ماهی پایه باله سینه‌ای را فراهم می‌کند.
تک‌سوراخ‌سانان و همچنین ددکمانان منقرض‌شده، هم دارای استخوان غرابی خزندگان (معروف به پروکوراکویید یا کوراکویید قدامی) هستند و هم فرایند غرابی سایر پستانداران، که دومی به عنوان یک استخوان جداگانه است، وجود دارد.